# Panmure
Panmure is een plaats in de Australische deelstaat Victoria en telt 421 inwoners (2006).